# Partecipanti al Renewi Tour 2024
Elenco dei partecipanti al Renewi Tour 2024.
Il Renewi Tour 2024 è stato la diciannovesima edizione della corsa. Alla competizione presero parte 23 squadre: le 18 con licenza UCI World Tour 2024 e 5 UCI ProTeam.
Ciascuna delle squadre è composta da sette ciclisti, per un totale di 161 accreditati alla partenza. 

## Corridori per squadra
Nota: R ritirato, NP non partito, FT fuori tempo, SQ squalificato
| UAE Team Emirates          | UAE Team Emirates          | UAE Team Emirates          | Alpecin-Deceuninck        | Alpecin-Deceuninck        | Alpecin-Deceuninck        | Soudal Quick-Step     | Soudal Quick-Step     | Soudal Quick-Step     |
| -------------------------- | -------------------------- | -------------------------- | ------------------------- | ------------------------- | ------------------------- | --------------------- | --------------------- | --------------------- |
| N°                         | Ciclista                   | Clas.                      | N°                        | Ciclista                  | Clas.                     | N°                    | Ciclista              | Clas.                 |
| 1                          | Tim Wellens                | 1°                         | 11                        | Mathieu van der Poel      | NP5ª                      | 21                    | Tim Merlier           | NP3ª                  |
| 2                          | Nils Politt                | 49°                        | 12                        | Jasper Philipsen          | 6°                        | 22                    | Yves Lampaert         | R 5ª                  |
| 3                          | Sjoerd Bax                 | 42°                        | 13                        | Jonas Rickaert            | R 5ª                      | 23                    | Josef Černý           | 75°                   |
| 4                          | Alessandro Covi            | 61°                        | 14                        | Søren Kragh Andersen      | 25°                       | 24                    | Ayco Bastiaens        | R 5ª                  |
| 5                          | Sebastián Molano           | R 5ª                       | 15                        | Senne Leysen              | 85°                       | 25                    | Bert Van Lerberghe    | R 5ª                  |
| 6                          | Mikkel Bjerg               | 54°                        | 16                        | Timo Kielich              | 83°                       | 26                    | Ilan Van Wilder       | 11°                   |
| 7                          | Rui Oliveira               | R 5ª                       | 17                        | Silvan Dillier            | 67°                       | 27                    | Warre Vangheluwe      | 65°                   |
| Intermarché-Wanty          | Intermarché-Wanty          | Intermarché-Wanty          | Team Visma-Lease a Bike   | Team Visma-Lease a Bike   | Team Visma-Lease a Bike   | Lidl-Trek             | Lidl-Trek             | Lidl-Trek             |
| N°                         | Ciclista                   | Clas.                      | N°                        | Ciclista                  | Clas.                     | N°                    | Ciclista              | Clas.                 |
| 31                         | Biniam Girmay              | 38°                        | 41                        | Olav Kooij                | NP2ª                      | 51                    | Jasper Stuyven        | 16°                   |
| 32                         | Mike Teunissen             | 17°                        | 42                        | Christophe Laporte        | 4°                        | 52                    | Edward Theuns         | 55°                   |
| 33                         | Gijs Van Hoecke            | R 5ª                       | 43                        | Tiesj Benoot              | 21°                       | 53                    | Simone Consonni       | 79°                   |
| 34                         | Adrien Petit               | R 5ª                       | 44                        | Per Strand Hagenes        | 3°                        | 54                    | Daan Hoole            | R 1ª                  |
| 35                         | Laurenz Rex                | 47°                        | 45                        | Tosh Van Der Sande        | R 5ª                      | 55                    | Jonathan Milan        | R 5ª                  |
| 36                         | Dion Smith                 | 74°                        | 46                        | Mick van Dijke            | R 5ª                      | 56                    | Jacopo Mosca          | 50°                   |
| 37                         | Gerben Thijssen            | R 5ª                       | 47                        | Julien Vermote            | 90°                       | 57                    | Quinn Simmons         | 51°                   |
| Lotto Dstny                | Lotto Dstny                | Lotto Dstny                | Bahrain Victorious        | Bahrain Victorious        | Bahrain Victorious        | Ineos Grenadiers      | Ineos Grenadiers      | Ineos Grenadiers      |
| N°                         | Ciclista                   | Clas.                      | N°                        | Ciclista                  | Clas.                     | N°                    | Ciclista              | Clas.                 |
| 61                         | Arnaud De Lie              | 37°                        | 71                        | Matej Mohorič             | 8°                        | 81                    | Filippo Ganna         | NP2ª                  |
| 62                         | Florian Vermeersch         | 63°                        | 72                        | Nikias Arndt              | 52°                       | 82                    | Elia Viviani          | R 5ª                  |
| 63                         | Jasper De Buyst            | 70°                        | 73                        | Phil Bauhaus              | R 5ª                      | 83                    | Tobias Foss           | 58°                   |
| 64                         | Alec Segaert               | 2°                         | 74                        | Andrea Pasqualon          | R 5ª                      | 84                    | Salvatore Puccio      | R 5ª                  |
| 65                         | Liam Slock                 | R 5ª                       | 75                        | Dušan Rajović             | NP5ª                      | 85                    | Magnus Sheffield      | 57°                   |
| 66                         | Brent Van Moer             | 40°                        | 76                        | Łukasz Wiśniowski         | R 5ª                      | 86                    | Ben Turner            | 7°                    |
| 67                         | Cédric Beullens            | R 5ª                       | 77                        | Fred Wright               | 12°                       | 87                    | Geraint Thomas        | R 5ª                  |
| Red Bull-Bora-Hansgrohe    | Red Bull-Bora-Hansgrohe    | Red Bull-Bora-Hansgrohe    | Arkéa-B&B Hotels          | Arkéa-B&B Hotels          | Arkéa-B&B Hotels          | Cofidis               | Cofidis               | Cofidis               |
| N°                         | Ciclista                   | Clas.                      | N°                        | Ciclista                  | Clas.                     | N°                    | Ciclista              | Clas.                 |
| 91                         | Sam Welsford               | R 5ª                       | 101                       | Arnaud Démare             | 71°                       | 111                   | Axel Zingle           | 19°                   |
| 92                         | Marco Haller               | 31°                        | 102                       | Florian Sénéchal          | NP2ª                      | 112                   | Aimé De Gendt         | 27°                   |
| 93                         | Filip Maciejuk             | 46°                        | 103                       | Matis Louvel              | R 5ª                      | 113                   | Milan Fretin          | R 5ª                  |
| 94                         | Ryan Mullen                | R 5ª                       | 104                       | Daniel McLay              | R 5ª                      | 114                   | Oliver Knight         | R 4ª                  |
| 95                         | Max Schachmann             | 9°                         | 105                       | Alan Riou                 | R 5ª                      | 115                   | Stefano Oldani        | NP4ª                  |
| 96                         | Matteo Sobrero             | R 1ª                       | 106                       | Miles Scotson             | 39°                       | 116                   | Alexis Renard         | R 5ª                  |
| 97                         | Emil Herzog                | 73°                        | 107                       | David Dekker              | 87°                       | 117                   | Ludovic Robeet        | 68°                   |
| Decathlon AG2R La Mondiale | Decathlon AG2R La Mondiale | Decathlon AG2R La Mondiale | EF Education-EasyPost     | EF Education-EasyPost     | EF Education-EasyPost     | Groupama-FDJ          | Groupama-FDJ          | Groupama-FDJ          |
| N°                         | Ciclista                   | Clas.                      | N°                        | Ciclista                  | Clas.                     | N°                    | Ciclista              | Clas.                 |
| 121                        | Sam Bennett                | R 4ª                       | 131                       | Jonas Rutsch              | 22°                       | 141                   | Clément Davy          | R 5ª                  |
| 122                        | Oliver Naesen              | 23°                        | 132                       | Mikkel Honoré             | 24°                       | 142                   | Valentin Madouas      | 14°                   |
| 123                        | Benoît Cosnefroy           | R 5ª                       | 133                       | Stefan Bissegger          | 48°                       | 143                   | Olivier Le Gac        | 53°                   |
| 124                        | Dries De Bondt             | 88°                        | 134                       | Stefan de Bod             | 33°                       | 144                   | Fabian Lienhard       | 56°                   |
| 125                        | Stan Dewulf                | 5°                         | 135                       | Jack Rootkin-Gray         | R 5ª                      | 145                   | Eddy Le Huitouze      | 20°                   |
| 126                        | Pierre Gautherat           | R 5ª                       | 136                       | Yuhi Todome               | R 5ª                      | 146                   | Marc Sarreau          | R 4ª                  |
| 127                        | Aurélien Paret-Peintre     | 18°                        | 137                       | Michael Valgren           | 32°                       | 147                   | Paul Penhoët          | 26°                   |
| Movistar Team              | Movistar Team              | Movistar Team              | Team DSM-Firmenich PostNL | Team DSM-Firmenich PostNL | Team DSM-Firmenich PostNL | Team Jayco AlUla      | Team Jayco AlUla      | Team Jayco AlUla      |
| N°                         | Ciclista                   | Clas.                      | N°                        | Ciclista                  | Clas.                     | N°                    | Ciclista              | Clas.                 |
| 151                        | Iván García Cortina        | 64°                        | 161                       | Fabio Jakobsen            | R 4ª                      | 171                   | Dylan Groenewegen     | NP2ª                  |
| 152                        | Fernando Gaviria           | R 5ª                       | 162                       | John Degenkolb            | NP2ª                      | 172                   | Michael Hepburn       | R 5ª                  |
| 153                        | Rémi Cavagna               | 41°                        | 163                       | Nils Eekhoff              | R 1ª                      | 173                   | Kelland O'Brien       | 72°                   |
| 154                        | Johan Jacobs               | NP2ª                       | 164                       | Alexander Edmondson       | NP4ª                      | 174                   | Jan Maas              | 36°                   |
| 155                        | Manlio Moro                | R 4ª                       | 165                       | Timo Roosen               | R 5ª                      | 175                   | Max Walscheid         | 66°                   |
| 156                        | Iván Romeo                 | 44°                        | 166                       | Frank van den Broek       | 60°                       | 176                   | Elmar Reinders        | R 5ª                  |
| 157                        | Davide Cimolai             | R 5ª                       | 167                       | Bram Welten               | 91°                       | 177                   | Campbell Stewart      | R 5ª                  |
| Astana Qazaqstan Team      | Astana Qazaqstan Team      | Astana Qazaqstan Team      | Bingoal WB                | Bingoal WB                | Bingoal WB                | Team Flanders-Baloise | Team Flanders-Baloise | Team Flanders-Baloise |
| N°                         | Ciclista                   | Clas.                      | N°                        | Ciclista                  | Clas.                     | N°                    | Ciclista              | Clas.                 |
| 181                        | Michael Mørkøv             | R 5ª                       | 191                       | Louis Blouwe              | R 5ª                      | 201                   | Alex Colman           | 76°                   |
| 182                        | Alberto Bettiol            | 10°                        | 192                       | Luca De Meester           | 78°                       | 202                   | Lars Craps            | 29°                   |
| 183                        | Evgenij Gidič              | R 5ª                       | 193                       | Davide Persico            | R 5ª                      | 203                   | Jules Hesters         | 77°                   |
| 184                        | Dmitrij Gruzdev            | R 5ª                       | 194                       | Cériel Desal              | 43°                       | 204                   | Elias Maris           | 28°                   |
| 185                        | Max Kanter                 | 89°                        | 195                       | Nathan Vandepitte         | R 5ª                      | 205                   | Dylan Vandenstorme    | 35°                   |
| 186                        | Rüdiger Selig              | R 5ª                       | 196                       | Luca Van Boven            | 69°                       | 206                   | Aaron Van Poucke      | R 5ª                  |
| 187                        | Gleb Syrica                | 82°                        | 197                       | Loïc Vliegen              | R 5ª                      | 207                   | Ward Vanhoof          | 62°                   |
| TDT-Unibet                 | TDT-Unibet                 | TDT-Unibet                 | Tudor Pro Cycling Team    | Tudor Pro Cycling Team    | Tudor Pro Cycling Team    |                       |                       |                       |
| N°                         | Ciclista                   | Clas.                      | N°                        | Ciclista                  | Clas.                     |                       |                       |                       |
| 211                        | Davide Bomboi              | R 5ª                       | 221                       | Matteo Trentin            | 13°                       |                       |                       |                       |
| 212                        | Hartthijs de Vries         | 45°                        | 222                       | Tom Bohli                 | 80°                       |                       |                       |                       |
| 213                        | Andreas Stokbro            | 81°                        | 223                       | Jacob Eriksson            | 86°                       |                       |                       |                       |
| 214                        | Axel Huens                 | 34°                        | 224                       | Petr Kelemen              | R 4ª                      |                       |                       |                       |
| 215                        | Nicklas Amdi Pedersen      | R 5ª                       | 225                       | Miká Heming               | 84°                       |                       |                       |                       |
| 216                        | Tomáš Kopecký              | 30°                        | 226                       | Simon Pellaud             | R 5ª                      |                       |                       |                       |
| 217                        | Jordy Bouts                | 59°                        | 227                       | Rick Pluimers             | 15°                       |                       |                       |                       |